# Can Piera (Barcelona)
Can Piera és una obra noucentista de Barcelona inclosa a l'Inventari del Patrimoni Arquitectònic de Catalunya.

## Descripció
Situada al districte número 4 de Les Corts. Es tracta d'una casa que sembla la típica pairal catalana, formada per un cos quadrat.
S'hi accedeix per una doble esglaonada exterior que condueix al primer pis, per un dels laterals. Sobresurt una galeria porxada a l'altura del primer pis i una balustrada.
A la part alta de la façana hi ha un seguit de finestrals imitant unes golfes.
Al damunt de l'esmentada galeria existeix una terrassa a la qual dona el segon pis.
La façana està molt ben decorada amb esgrafiats.
El teulat és de quatre vessants.

## Història
Aquesta residència és habitada per la família Piera i és envoltada d'una àmplia zona enjardinada. L'edifici està molt ben inserit dins aquest barri residencial.